# The Carnegie Hall Concert (Keith-Jarrett-Album)

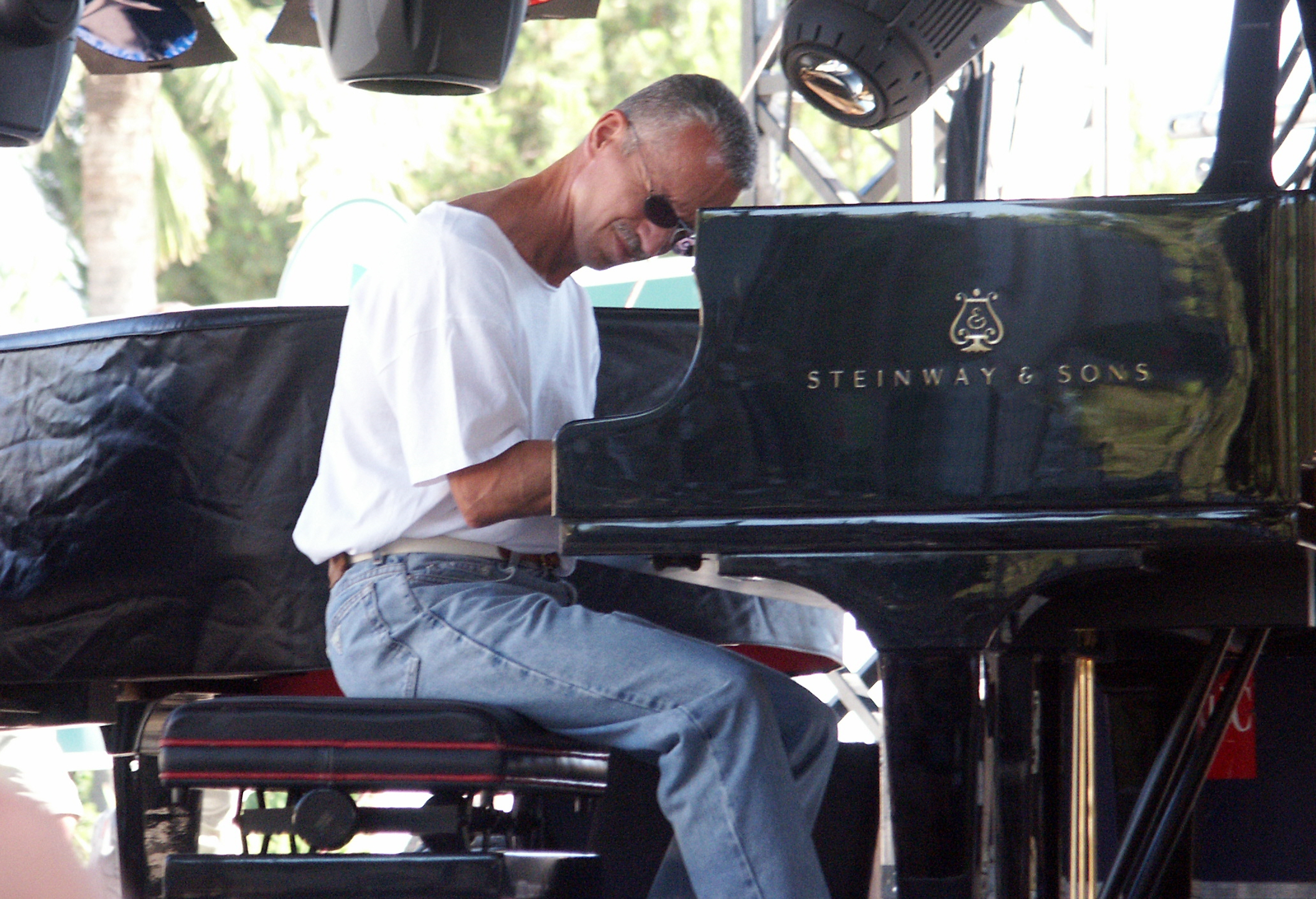
Keith Jarrett (2003)

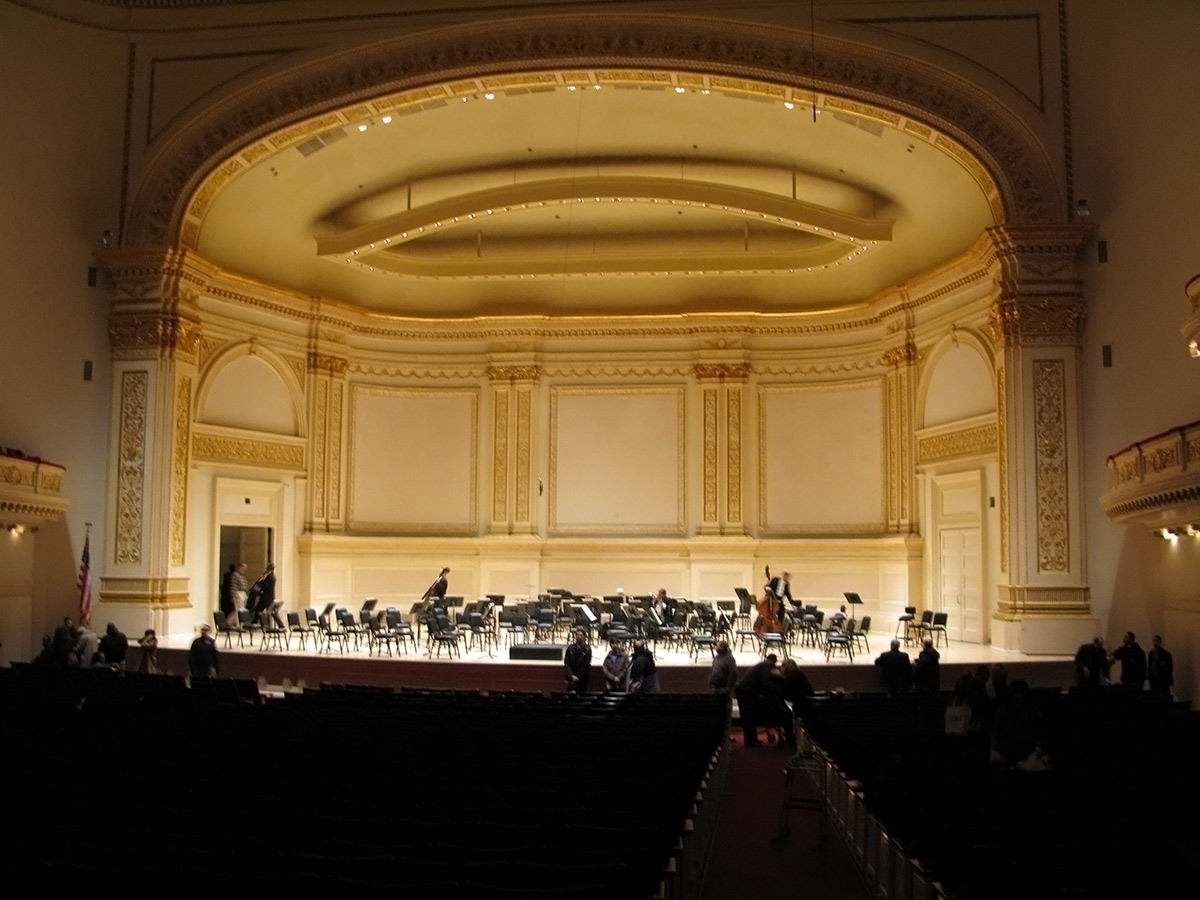
Das Isaac Stern Auditorium in der Carnegie Hall, New York City

The Carnegie Hall Concert ist ein 2006 bei ECM Records veröffentlichtes Jazzalbum des US-amerikanischen Pianisten Keith Jarrett.

## Das Album
Das Album enthält Mitschnitte eines Improvisations-Solokonzertes des Pianisten, die am 26. September 2005 im Isaac Stern Auditorium der Carnegie Hall, New York City aufgenommen wurden.
Insgesamt hat das Album fünfzehn Titel, verteilt auf 2 CDs, mit einer Gesamtspiellänge von 110 Minuten und 11 Sekunden.
Bei seinen Solokonzerten ist es der Anspruch von Keith Jarrett, ohne jede musikalische Vorüberlegung und ohne Plan „aus dem Nichts heraus“ Musik zu schaffen. Er führt dazu aus: „Es ist immer wieder, als würde ich nackt auf die Bühne treten. Das Wichtigste bei einem Solokonzert ist die erste Note, die ich spiele, oder die ersten vier Noten. Wenn sie genug Spannung haben, folgt der Rest des Konzerts daraus fast selbstverständlich. Solokonzerte sind so ziemlich die enthüllendste psychologische Selbstanalyse, die ich mir vorstellen kann.“ Für Wolfgang Sandner – den deutschen Biografen des Künstlers – sind Jarretts Solokonzerte „Besuche in der Werkstatt oder im Kreißsaal, Operationen am offenen Herzen der Musik unter Aufsicht der Öffentlichkeit.“ Und seine „pianistischen Solo-Improvisationen bilden in Jarretts Schaffen ein Kontinuum, bei dem sich … die stilistischen Merkmale immer wieder ähneln, die Ideen und Techniken virtuos mischen.“
Bei den ersten zehn Titeln des Albums handelt es sich um die oben skizzierten Klavier-Improvisationen des Künstlers. Wie schon bei seinem im Vorjahr veröffentlichten Solokonzert Radiance (ECM, 2005) sind es kürzere Improvisationen mit einer Spieldauer von 3,5 bis maximal 10 Minuten. Jarrett – der aus der Vergangenheit für seine langen und ausufernden Klavierimprovisationen bekannt war – erläutert die Änderung seiner Spielpraxis wie folgt: „Wenn ich anfange zu Spielen und nach anderthalb Minuten fühle, dass das Stück vorbei ist, werde ich aufhören. Es ist die Freiheit aufzuhören, wenn Aufhören richtig erscheint. Ich hatte mich in eine etwas zu komplizierte Situation gebracht, in der die Regeln, die ich für mich gemacht hatte, mich beherrscht haben – anstatt einfache Regeln zu haben, die mich zu etwas Neuem führen.“ Und Wolfgang Sandner kommentiert die im Laufe der Zeit geänderte Improvisationspraxis bei Keith Jarrett in seinem Buch wie folgt: „Gegenüber den frühen, sagen wir: wild entschlossenen Einspielungen wirken die späteren Aufnahmen … strukturell konturierter, auch wenn er mit hochvirtuoser Fingerfertigkeit die Klangmassen auftürmt und der Töneverbrauch enorm ist … Der Eindruck ist nun viel mehr der eines Ad-hoc-Komponierens, wenn Jarrett improvisiert. Das bedeutet, wo früher ein Stück auch einmal aus den Fugen geriet, wie abrupt abgebrochen wirkte oder Klangschichten aneinanderstießen, die sich partout nicht verbinden lassen wollten, wird hier – trotz der Geschwindigkeit, mit der alles geschieht – eine übergeordnete Gestaltung spürbar, der Wille, etwas zusammenzufügen, was zusammen gehört.“
Eine kurze Zusammenfassung der Solo-Improvisationen liefert das Magazin Jazzecho: „Das Programm wirkt wie ein Streifzug durch die amerikanische Musikgeschichte. Es enthält Boogie-Woogie, Gospel, Blues, Funk, Country, elegische Hymnen. Es ist ein Wechselbad der Stimmungen, mal intensiv lyrisch oder eher klassisch-impressionistisch, dann wieder zupackend funky oder tonal völlig frei.“
Nach seinen Solo-Improvisationen gab Keith Jarrett insgesamt fünf Zugaben. Die erste Zugabe The Good America und die vierte Zugabe True Blues sind Improvisationen auf Basis neuer Kompositionen des Künstlers. Bei der zweiten Zugabe Paint My Heart Red und der dritten Zugabe My Song handelt es sich um Interpretationen älterer Kompositionen des Pianisten. Den Titel Paint My Heart Red hatte Jarrett bereits auf dem Album Concerts (ECM, 1981) eingespielt. Und der Titel My Song wurde erstmals auf dem gleichnamigen Album My Song (ECM, 1977) des Europäischen Quartetts mit Keith Jarrett (Piano), Jan Garbarek (Tenor- und Sopransaxophon), Palle Danielson (Bass) und Jon Christensen (Schlagzeug) interpretiert. Bei der fünften und letzten Zugabe Time on My Hands handelt es sich um die Interpretation eines populären Jazzstandards aus dem Jahre 1930 mit der Musik von Vincent Youmans und dem Liedtext von Harold Adamson und Mack Gordon; ein Song, der schon von zahlreichen Jazzmusikern (unter anderem Django Reinhardt, Chet Baker und Billie Holiday) interpretiert wurde.
Nach dem 2006 veröffentlichten Album The Carnegie Hall Concert dauert es zwei Jahre bis mit Paris / London – Testament (ECM, 2008) das nächste Album mit Solo-Improvisationen Keith Jarretts veröffentlicht wird.

## Mitwirkende

### Der Musiker und sein Instrument
- Keith Jarrett – Piano

### Der Produktionsstab
- Sascha Kleis – Design
- Martin Pearson – Aufnahmetechnik
- Richard Termine – Fotografie
- Keith Jarrett – Fotografie
- Manfred Eicher – Produzent

## Die Titelliste
- Keith Jarrett: The Carnegie Hall Concert (ECM 1989/90 (985 6224))

1. Part I – 9:56
2. Part II – 3:32
3. Part III – 4:44
4. Part IV – 5:19
5. Part V – 9:54
6. Part VI – 6:50
7. Part VII – 8:35
8. Part VIII – 5:19
9. Part IX – 8:25
10. Part X – 9:46
11. The Good America – 6:47
12. Paint My Heart Red – 8:30
13. My Song – 8:04
14. True Blues – 7:00
15. Time on My Hands (Harold Adamson, Mack Gordon, Vincent Youmans) – 7:30

Mit Ausnahme von Titel 15 stammen alle Kompositionen von Keith Jarrett.

## Die Rezeption
Die Rezeption des Albums in den deutschsprachigen Medien ist durchweg positiv. Geradezu überschwänglich äußert sich Michael Naura in der Zeit: „The Carnegie Hall Concert gehört zum Faszinierendsten, was ich je auf einem Flügel gehört habe, in einer akustischen Aura, die die Carnegie Hall so magisch macht. … Keith Jarrett versetzt mich in außerirdische Gefilde.“
Ähnlich sieht es Matthias Inhoffen in der Zeitschrift Audio Live: „Jarrett hat sich solo am Flügel vom Druck des Improvisierens über allzu große Zeitspannen befreit; er wirkt gelöst, konzentriert und sprüht nur so vor Ideen. In einer Art Suite aus zweimal fünf Sätzen plus fünf Zugaben zaubert er die Erdnähe des Blues ebenso aus den Tasten wie die lyrische Delikatesse einer Ballade, und selbst in hektisch-virtuosen Kunststücken fesselt er den Hörer mit Vitalität und Formbewusstsein. Eine Sternstunde in großartig präsentem Live-Klang.“ Das Jazzecho kommentiert: „Für viele Kritiker stand nach dem Konzert fest, dass sie der Entstehung eines neuen Albumklassikers beigewohnt hatten, der – obwohl gänzlich anders – den Vergleich mit dem fabelhaften ‚Köln Concert‘ nicht zu scheuen braucht.“ Für Reinhard Köchl von Jazz thing ist das Album „nur 30 Jahre nach Köln noch ein Stück altersweiser und deshalb noch ein Quäntchen faszinierender.“ Und für H. Sterner in der Zeitschrift stereoplay ist Keith Jarrett „ein Tastenmagier der Extraklasse“. Verhaltener äußert sich lediglich Jazzcity, die finden, dass das Konzert „einen grossen Künstler zeigt, aber nicht durchgängig auf dem Gipfel.“
Ähnlich positiv reagieren die internationalen Medien. Die Besprechung durch Thom Jurek für Allmusic vergab 4 von 5 Sternen mit der Begründung: „Dies ist ein Jarrett-Solo-Set für die Ewigkeit; es zeigt … seinen erneuerten und ruhelosen Einsatz für die Musik und für sich selbst als Künstler.“ „Dies ist eine außergewöhnliche Aufnahme, die ein magisches Konzert einfängt.“ kommentiert Larry Greenhill für Stereophile. Für David Fricke in der Zeitschrift Rolling Stone ist es ein „Zwei-CD-Dokument von einer außergewöhnlichen Nacht im Höhenflug letzten Herbst in New York.“ Und Richard Koch meinte für das BBC Music Magazine: „es gibt noch keine anderen Pianisten im Jazzbereich, die Momente von so bezaubernder Schönheit aus der Tastatur zaubern können wie dieser Mann.“ The Penguin Guide to Jazz vergab 4 von 4 Sternen.